# Ingolf Fjord
Ingolf Fjord är en fjord i Grönland (Kungariket Danmark). Den ligger i den nordöstra delen av Grönland, 2 100 km nordost om huvudstaden Nuuk.